# Spilosoma albistriga
Spilosoma albistriga là một loài bướm đêm thuộc phân họ Arctiinae, họ Erebidae.